# Поцаљио (Кремона)
Поцаљио је насеље у Италији у округу Кремона, региону Ломбардија.
Према процени из 2011. у насељу је живело 894 становника. Насеље се налази на надморској висини од 50 м.